# Архітектурно-археологічна експедиція
Архітектурно-археологічна експедиція ІА НАН України (ААЕ) — археологічна експедиція Інституту археології НАН України, яка здійснює дослідження монументальних архітектурних пам'яток на території історичного ядра Києва. 

## Історія
Створена 1985 року, під керівництвом Віктора Олександровича Харламова. Протягом 1980-х років експедицією досліджено Успенський Собор Києво-Печерської Лаври, церкву Спаса на Берестові, Західний палац ансамблю князівської забудови на Старокиївській горі.
У 1996 році експедицію очолив д.іст.наук Гліб Юрійович Івакін. Цього ж року експедиція здійснює завершальний етап дослідження церкви Успіння Богорордиці (Пирогощої) на Подолі. В 1996-1999 роках експедиція здійснює дослідження території Михайлівського Золотоверхого монастиря.
З 1997 до 2000 продовжувались дослідження Успенського собору Києво-Печерської лаври.
У 2003 році експедиція досліджувала територію круглої вежі №5 (частині Київської Фортеці) по вул.Старонаводницькій. В процесі виявлено давньоруський культурний шар.
В 2005-2011 роках експедиція за розпорядженням Кабінету Міністрів України від 12.03.2005 р. № 60-р [Архівовано 6 березня 2022 у Wayback Machine.] здійснює дослідження фундаментів Десятинної церкви і навколишньої території. В роботах беруть участь співробітники Інституту українознавства ім.І.Крип'якевича НАН України (Ю.В.Лукомський), Державного Ермітажу (О. М. Іоаннісян, Д. Д. Йолшин, П. Л. Зиков).
У 2013-2014 роках співробітники експедиції брали участь у дослідженнях на території Національного заповідника «Софія Київська», під час яких було вперше розкрито фундаменти південної прибудови другої половини ХІ ст. до храму, що розташовувався у колишньому митрополичому саду.
У 2016–2017 рр. Архітектурно-археологічна експедиція Інституту археології НАН України (ААЕ) проводила науково-рятівні археологічні дослідження на вул. Метрологічна в Голосіївському р-ні м. Київ (історична місцевість Феофанія).

## Учасники експедиції
- Харламов Віктор Олександрович
- Івакін Гліб Юрійович
- Лукомський Юрій Володимирович
- Чміль Леся Володимирівна
- Козюба Віталій Костянтинович